# 예스페르 칼손
칼 예스페르 칼손(스웨덴어: Karl Jesper Karlsson, 1998년 7월 25일 ~ )는 스웨덴의 축구 선수이다. 그의 포지션은 공격수로, 현재 이탈리아 세리에 A의 볼로냐에서 활약하고 있다.

## 클럽 경력

### 초기 경력
칼손은 4살 때부터 IF 뵈젠에서 선수 생활을 시작했다. 14살의 나이에, 그는 6부 리그인 디비전 4에서 1군 데뷔를 하였다. 2015 시즌을 앞두고, 그는 팔켄베리 FF로 이적하였고, 가을에 1군 계약 제의를 받았다. 2015년 11월, 칼손은 팔켄베리 FF와 2018년 시즌을 연장하는 1군 계약을 맺었다. 계약을 맺기 전에, 그는 잉글랜드의 브라이턴 & 호브 앨비언에서 입단 테스트를 받았다.

### 팔켄베리 FF
2016년 첫 헤드라인은 칼손의 알스벤스칸 데뷔에 관한 것이었다. 79분에 그는 악셀리 펠바스와 교체되어 들어갔으나, IFK 예테보리와의 경기에서 2-0으로 패하였다. 2016년 7월 17일, 칼손은 3-3으로 비긴 함마르뷔 IF와의 경기에서 알스벤스칸에서의 첫 멀티골을 기록했다. 그는 2016 시즌 동안 총 7골 2도움을 기록했다.

### IF 엘프스보리
2016년 12월 2일, 칼손은 €450,000의 이적료로 스웨덴 1부 리그 IF 엘프스보리로 이적하였다.

### AZ
2020년 9월 11일, 칼손은 네덜란드 에레디비시의 AZ 알크마르와 5년 계약을 맺고 이적하였다. 그러나, 구단들은 그가 9월 28일까지 엘프스보리에 머물기로 합의하였다. 알크마르에 도착한 후, 그는 2020년 10월 4일, 4-4로 비긴 스파르타 로테르담과의 경기에서 데뷔전을 치렀고, 그 경기에서 2번의 어시스트를 기록했다.

## 국가대표팀 경력
2015년 9월, 칼손은 스웨덴 U-19 대표팀에 데뷔하였다. 그는 또한 스웨덴 U-21 대표팀에서도 활약하였다.
그는 2020년 1월 9일, 몰도바와의 친선 경기에서 스웨덴 대표팀 데뷔전을 치렀다.